# Pierre Perrier
Pierre Perrier (ur. 9 sierpnia 1984 roku w Nogent-sur-Marne, w regionie Île-de-France, w departamencie Dolina Marny) – francuski aktor. 
Aby zarobić na swoje kieszonkowe, dorabiał na rysowaniu. Został dostrzeżony przez agenta, który wysłał go na casting do serialu Fred i jego orkiestra (Fred et Son Orchestre, 2001), gdzie pojawił się w jednym z odcinków pt. Romeo i Julia (Roméo et Juliette). W dramacie Jeana-Marca Barra Każda jego noc (Chacun sa nuit, 2006) zagrał postać Sébastiena.

## Filmografia

### Filmy kinowe
- 2011: American Translation jako Chris
- 2009: Na południe (Plein sud) jako Jérémie
- 2006: Bohater rodziny (Le Héros de la famille) jako Raphaël
- 2006: Każda jego noc (Chacun sa nuit) jako Sébastien
- 2005: Zimne prysznice (Douches froides) jako Clément

### Filmy TV
- 2007: Les Cerfs-volants jako Bruno
- 2006: Harkis jako Jérôme
- 2003: Ciel d'asile jako Louis

### Seriale TV
- 2006: S.O.S. 18 jako Romain
- 2005: Faites comme chez vous jako Thomas Bernardy
- 2005: S.O.S. 18 jako Romain
- 2003: Fred i jego orkiestra (Fred et son orchestre) - odc. Romeo i Julia (Roméo et Juliette) jako Romain